# Чемпіонат СРСР з футболу 1941
Сезон 1941 року в групі «А» чемпіонату СРСР з футболу — змагання у вищому дивізіоні футбольної першості Радянського Союзу, не завершене через напад нацистської Німеччини на СРСР 22 червня 1941 року. Чемпіон країни визначений не був, на момент припинення турніру лідирувало московське «Динамо».
Передбачалося, що турнір триватиме з 27 квітня до 9 листопада, однак останні матчі відбулися 24 червня. Було відіграно 73 гри з передбачених 210, кожна з команд відіграла від 8 до 12 матчів із запланованих 28.
На початку 1941 року відбулася реорганізація профспілкових команд, які представляли Москву та Ленінград. На базі московських команд «Локомотив», «Торпедо», «Металург» та «Крила Рад» було сформовано першу та другу збірні профспілок. Ленінградські команди «Червона зоря», «Авангард» та «Зеніт» були об'єднані у «Збірну профспілок Ленінграда», яка згодом отримала назву «Зеніт». Московську команду ЦБЧА (Центральний будинок Червоної Армії) було перейменовано у «Червону Армію».
У середині лютого 1941 року відбулася ліквідація другого за силою футбольного дивізіону першості СРСР — Групи «Б». 20 березня трійка представників розформованого дивізіону — «Динамо» (Мінськ), «Спартак» (Одеса) та «Спартак» (Харків) — були переведені до Групи «А», збільшивши кількість її учасників до 15.

## Турнірна таблиця на 24 червня
| М  | Команда                  | І  | В | Н | П | М     | О  |
| -- | ------------------------ | -- | - | - | - | ----- | -- |
| 1  | «Динамо» (Москва)        | 10 | 6 | 3 | 1 | 28-12 | 15 |
| 2  | «Динамо» (Тбілісі)       | 10 | 6 | 3 | 1 | 22-13 | 15 |
| 3  | «Динамо» (Ленінград)     | 11 | 5 | 4 | 2 | 20-11 | 14 |
| 4  | «Трактор» (Сталінград)   | 12 | 3 | 7 | 2 | 16-16 | 13 |
| 5  | «Стахановець» (Сталіно)  | 11 | 6 | 0 | 5 | 13-13 | 12 |
| 6  | «Червона Армія» (Москва) | 9  | 5 | 1 | 3 | 15-13 | 11 |
| 7  | «Спартак» (Москва)       | 9  | 4 | 2 | 3 | 17-12 | 10 |
| 8  | «Динамо» (Київ)          | 9  | 4 | 2 | 3 | 16-14 | 10 |
| 9  | «Профспілки-2»           | 10 | 3 | 4 | 3 | 11-10 | 10 |
| 10 | «Спартак» (Одеса)        | 10 | 3 | 3 | 5 | 16-22 | 8  |
| 11 | «Зеніт» (Ленінград)      | 8  | 2 | 3 | 3 | 12-14 | 7  |
| 12 | «Спартак» (Ленінград)    | 9  | 1 | 4 | 4 | 8-16  | 6  |
| 13 | «Динамо» (Мінськ)        | 10 | 3 | 0 | 7 | 10-21 | 6  |
| 14 | «Спартак» (Харків)       | 9  | 2 | 1 | 6 | 7-19  | 5  |
| 15 | «Профспілки-1»           | 9  | 1 | 2 | 6 | 10-15 | 4  |

## Бомбардири
8 — Олексій Соколов («Спартак» М), Віктор Матвєєв («Трактор»)
7 — Сергій Соловйов («Динамо» М)
6 — Віктор Панюков («Динамо» Тб), Петро Щербаков («Спартак» Од), Борис Пайчадзе («Динамо» Тб)
5 — Олександр Федоров («Динамо» Лд), Михайло Семичастний («Динамо» М)
4 — Павло Корнілов («Спартак» М), Іван Митронов («Профспілки-2»), Костянтин Сазонов («Динамо» Лд), Ілля Бізюков («Динамо» Лд),

## Ігри, голи
У турнірі брали участь чотири українські команди. Нижче наведений список гравців, які виходили на поле і забивали м'ячі у ворота суперників.
| 5. «Стахановець» |
| Воротарі: Василь Власенко (7, 6п), Костянтин Скрипченко (5, 7п). Захисники: Георгій Бикезін (11, 3), Георгій Мазанов (11). Півзахисники: Іван Смагін (11), Микола Кузнецов (10), Олександр Загрецький (6), Микола Красюк (4), Петро Прийменко (2). Нападники: Іван Путятов (11, 3), Петро Юрченко (10,1), Микола Наумов (9, 1), Григорій Несмєха (8, 3), Борис Смислов (7, 2), Сергій Домбазов (6), Микола Ісаєв (6), Микола Кононенко (2), Микола Міхеєв (2). Тренер: Абрам Дангулов.                                                  |
| 8. «Динамо» (Київ) |
| Воротарі: Микола Трусевич (8, 11п), Антон Ідзковський (2, 3п). Захисники: Микола Махиня (9), Василь Глазков (9), Олексій Клименко (3). Півзахисники: Борис Афанасьєв (9), Анатолій Садовський (9), Володимир Гребер (6, 1), Павло Комаров (1). Нападники: Володимир Онищенко (9, 2), Костянтин Щегоцький (8, 3), Павло Віньковатов (8, 2), Олександр Скоцень (8, 2), Міхал Матіас (6, 2), Віктор Шиловський (4, 2), Микола Балакін (4, 1). Автогол: Володимир Токар («Спартак» Одеса). Тренер: Михайло Бутусов.                         |
| 10. «Спартак» (Одеса) |
| Воротарі: Борис Набоков (5, 12п), Арон Сокальський (5, 10п). Захисники: Микола Хижников (6), Олег Тімаков (5), Володимир Пуховський (4). Півзахисники: Олександр Брагін (10), Микола Табачковський (8), Володимир Токар (8), Йосип Ліфшиць (7), Михайло Хейсон (6). Нападники: Михайло Васін (10, 2), Петро Щербаков (9, 6), Іван Борисевич (9, 3), Леонід Орєхов (9, 2), Михайло Чаплигін (6, 2), Олександр Шацький (6, 1), Олександр Доскалов (2).                                                                                    |
| 14. «Спартак» (Харків) |
| Воротарі: Микола Маховський (7), Віктор Куліченко (2), Леонтій Бобовников (1). Захисники: Василь Іванов (9, 1), Олександр Шевцов (5), Георгій Чумбурідзе (4). Півзахисники: Володимир Іщенко (9), Віктор Рогозянський (9), Анатолій Головін (8, 1), Георгій Топорков (2), Олександр Тимченко (1). Нападники: Сергій Нінуа (9, 2), Олександр Андренко (9, 1), Василь Гусаров (6, 2), Анатолій Горохов (6), Дмитро Матвєєв (5), Василь Макаров (4), Олексій Касимов (4), Микола Шкатулов (3), Павло Грабарьов (2). Тренер: Микола Кротов. |

## Результати матчів
| Дата       | Тур | Команда 1       | Рахунок   | Команда 2       |
| ---------- | --- | --------------- | --------- | --------------- |
| 27.04.1941 | 1   | «Динамо» Тб     | 3:0 (1:0) | «Стахановець»   |
| 27.04.1941 | 1   | «Спартак» Х     | 1:1 (1:1) | «Динамо» Л      |
| 27.04.1941 | 1   | «Спартак» Од    | 2:3 (1:0) | «Червона Армія» |
| 27.04.1941 | 1   | «Динамо» Мн     | 2:1 (1:1) | «Спартак» Л     |
| 27.04.1941 | 1   | «Трактор»       | 2:3 (2:1) | «Динамо» К      |
| 02.05.1941 | 2   | «Профспілки-1»  | 1:0 (1:0) | «Стахановець»   |
| 02.05.1941 | 2   | «Спартак» Од    | 0:4 (0:0) | «Динамо» М      |
| 02.05.1941 | 2   | «Спартак» Х     | 1:5 (0:3) | «Спартак» М     |
| 03.05.1941 | 2   | «Динамо» Тб     | 3:0 (1:0) | «Динамо» Мн     |
| 03.05.1941 | 2   | «Трактор»       | 2:1 (1:0) | «Зеніт»         |
| 03.05.1941 | 2   | «Червона Армія» | 0:2 (0:1) | «Динамо» Л      |
| 04.05.1941 | 2   | «Профспілки-2»  | 0:0       | «Спартак» Л     |
| 07.05.1941 | 1   | «Динамо» М      | 2:1 (1:1) | «Профспілки-1»  |
| 10.05.1941 | 3   | «Динамо» М      | 3:1 (0:0) | «Динамо» Л      |
| 11.05.1941 | 3   | «Профспілки-1»  | 0:1 (0:1) | «Динамо» Мн     |
| 11.05.1941 | 3   | «Динамо» К      | 2:2 (0:2) | «Зеніт»         |
| 11.05.1941 | 3   | «Трактор»       | 1:1 (0:0) | «Спартак» Л     |
| 11.05.1941 | 3   | «Динамо» Тб     | 1:0 (0:0) | «Профспілки-2»  |
| 11.05.1941 | 3   | «Стахановець»   | 1:0 (1:0) | «Спартак» Од    |
| 11.05.1941 | 3   | «Червона Армія» | 2:0 (1:0) | «Спартак» М     |
| 17.05.1941 | 4   | «Динамо» Мн     | 1:3 (0:1) | «Спартак» Од    |
| 18.05.1941 | 4   | «Профспілки-2»  | 2:1 (1:1) | «Профспілки-1»  |
| 18.05.1941 | 4   | «Динамо» К      | 2:3 (2:1) | «Спартак» Л     |
| 18.05.1941 | 4   | «Стахановець»   | 1:3 (1:2) | «Динамо» Л      |
| 18.05.1941 | 4   | «Спартак» М     | 1:1 (0:0) | «Динамо» М      |
| 18.05.1941 | 4   | «Спартак» Х     | 1:3 (1:0) | «Червона Армія» |
| 18.05.1941 | 4   | «Динамо» Тб     | 1:1 (0:0) | «Трактор»       |
| 21.05.1941 | 5   | «Динамо» М      | 7:0 (2:0) | «Спартак» Х     |
| 21.05.1941 | 5   | «Трактор»       | 1:1 (1:1) | «Профспілки-1»  |
| 21.05.1941 | 5   | «Профспілки-2»  | 3:1 (1:0) | «Спартак» Од    |
| 22.05.1941 | 5   | «Стахановець»   | 3:0 (1:0) | «Спартак» М     |
| 22.05.1941 | 5   | «Динамо» Л      | 3:0 (2:0) | «Динамо» Мн     |
| 23.05.1941 | 5   | «Зеніт»         | 0:0       | «Спартак» Л     |
| 24.05.1941 | 5   | «Динамо» К      | 3:0 (0:0) | «Динамо» Тб     |
| 23.05.1941 | 6   | «Динамо» Л      | 1:1 (0:1) | «Профспілки-2»  |
| 25.05.1941 | 6   | «Динамо» М      | 5:2 (5:1) | «Червона Армія» |
| 26.05.1941 | 6   | «Спартак» Х     | 0:1 (0:0) | «Стахановець»   |
| 26.05.1941 | 6   | «Спартак» М     | 3:1 (3:0) | «Динамо» Мн     |
| 28.05.1941 | 6   | «Трактор»       | 1:1 (0:1) | «Спартак» Од    |
| 29.05.1941 | 6   | «Профспілки-1»  | 1:2 (0:1) | «Динамо» К      |
| 29.05.1941 | 6   | «Зеніт»         | 2:2 (0:0) | «Динамо» Тб     |
| 30.05.1941 | 7   | «Спартак» М     | 2:2 (1:2) | «Профспілки-2»  |
| 30.05.1941 | 7   | «Спартак» Х     | 2:0 (0:0) | «Динамо» Мн     |
| 01.06.1941 | 7   | «Спартак» Л     | 1:4 (0:2) | «Динамо» Тб     |
| 01.06.1941 | 7   | «Трактор»       | 1:1 (0:1) | «Динамо» Л      |
| 01.06.1941 | 7   | «Профспілки-1»  | 2:3 (1:1) | «Зеніт»         |
| 01.06.1941 | 7   | «Стахановець»   | 0:2 (0:1) | «Червона Армія» |
| 03.06.1941 | 7   | «Спартак» Од    | 0:3 (0:2) | «Динамо» К      |
| 03.06.1941 | 8   | «Спартак» Х     | 0:1 (0:1) | «Профспілки-2»  |
| 05.06.1941 | 8   | «Динамо» М      | 0:2 (0:1) | «Стахановець»   |
| 05.06.1941 | 8   | «Трактор»       | 1:3 (1:1) | «Спартак» М     |
| 06.06.1941 | 8   | «Червона Армія» | 1:2 (0:1) | «Динамо» Мн     |
| 07.06.1941 | 8   | «Профспілки-1»  | 1:1 (1:0) | «Спартак» Л     |
| 08.06.1941 | 8   | «Спартак» Од    | 4:3 (2:2) | «Зеніт»         |
| 08.06.1941 | 8   | «Динамо» Л      | 1:1 (1:0) | «Динамо» К      |
| 10.06.1941 | 9   | «Трактор»       | 1:0 (0:0) | «Спартак» Х     |
| 10.06.1941 | 9   | «Динамо» Мн     | 2:3 (0:3) | «Динамо» М      |
| 10.06.1941 | 9   | «Профспілки-2»  | 0:1 (0:0) | «Червона Армія» |
| 12.06.1941 | 9   | «Спартак» Од    | 3:1 (1:0) | «Спартак» Л     |
| 12.06.1941 | 9   | «Спартак» М     | 3:0 (2:0) | «Динамо» К      |
| 12.06.1941 | 9   | «Зеніт»         | 0:2 (0:0) | «Динамо» Л      |
| 13.06.1941 | 9   | «Динамо» Тб     | 3:2 (0:0) | «Профспілки-1»  |
| 14.06.1941 | 10  | «Динамо» М      | 2:2 (1:0) | «Профспілки-2»  |
| 15.06.1941 | 10  | «Червона Армія» | 1:1 (1:1) | «Трактор»       |
| 15.06.1941 | 10  | «Динамо» Мн     | 1:2 (0:1) | «Стахановець»   |
| 16.06.1941 | 10  | «Спартак» Х     | 2:0 (1:0) | «Динамо» К      |
| 16.06.1941 | 10  | «Динамо» Л      | 3:0 (3:0) | «Спартак» Л     |
| 17.06.1941 | 10  | «Зеніт»         | 1:0 (1:0) | «Спартак» М     |
| 19.06.1941 | 10  | «Динамо» Тб     | 2:2 (1:1) | «Спартак» Од    |
| 18.06.1941 | 11  | «Профспілки-2»  | 0:1 (0:0) | «Стахановець»   |
| 19.06.1941 | 11  | «Динамо» М      | 1:1 (1:0) | «Трактор»       |
| 24.06.1941 | 12  | «Динамо» Тб     | 3:2 (2:0) | «Динамо» Л      |
| 24.06.1941 | 12  | «Стахановець»   | 2:3 (1:1) | «Трактор»       |